# Christo Nikołow
Christo Janczew Nikołow (bułg. Христо Янчев Николов; ur. 2 października 1985 w Burgasie) – bułgarski koszykarz, występujący na pozycji skrzydłowego, kapitan reprezentacji Bułgarii, obecnie zawodnik Levskiego Lukoil.
11 grudnia 2015 został zawodnikiem BM Slam Stali Ostrów Wielkopolski.

## Osiągnięcia
Stan na 6 grudnia 2019, na podstawie, o ile nie zaznaczono inaczej.
Drużynowe
- Mistrz:
  - Bułgarii (2009, 2010, 2018)
  - Węgier (2012)
- Wicemistrz Bułgarii (2004, 2005, 2007, 2019)
- Brązowy medalista mistrzostw Polski (2017)[5]
- Zdobywca pucharu:
  - Bułgarii (2005)
  - Węgier (2012)
- 2. miejsce w:
  - pucharze:
    - Bułgarii (2004, 2009)
    - Rumunii (2011, 2013)

  - Superpucharze Słowenii (2015)
- 3. miejsce w Pucharze Bułgarii (2007)
- 4. miejsce w:
  - pucharze Bułgarii (2008)
  - EuroChallenge (2012)

Indywidualne
(* – nagrody przyznane przez portal eurobasket.com)
- Uczestnik meczu gwiazd ligi:
  - bułgarskiej (2008)
  - rumuńskiej (2013)
- Zaliczony do*:
  - I składu najlepszych zawodników krajowych ligi bułgarskiej (2008)
  - II składu najlepszych zawodników ligi:
    - bułgarskiej (2008)
    - węgierskiej (2012)

Reprezentacja
- Mistrz Europy U–20 Dywizji B (2005)
- Uczestnik:
  - uniwersjady (2009)
  - kwalifikacji do Eurobasketu (2012, 2014)
- Zaliczony do I składu najlepszych zawodników uniwersjady (2009)*